# Carnisser fuliginós
Strepera fuliginosa és una espècie d'ocell de la família Cracticidae, un membre del gènere Strepera endèmic de Tasmània. Estretament relacionat pels seus hàbits als altres ocells australians, n'existeixen tres subespècies diferents.

## Subespècies
- Strepera fuliginosa fuliginosa (Tasmània)
- Strepera fuliginosa parvior (Illa Flinders)
- Strepera fuliginosa colei (Illa King)